# Słodyszek rzepakowiec
Słodyszek rzepakowiec (rzepakowy) (Meligethes aeneus) – niewielki chrząszcz z rodziny łyszczynkowatych (Nitidulidae) o długości do 2,7 mm.
Kolor chitynowego pancerza jest czarny, błyszczący o ciemnozielonym lub granatowym odcieniu. Korpus ma kształt owalny. Czułki 3-członowe, zakończone buławką. Jajo jest białe, podłużne, ok. 0,5 mm. Larwa biała o długości około 4 mm, z ciemnymi plamkami na grzbiecie, z ciemną głową i 3 parami odnóży.
Występuje bardzo często i wyrządza duże szkody na plantacjach rzepaku (oraz innych kapustowatych), rzepiku. Żywi się pąkami i pyłkiem z kwiatów rzepaku. Uszkodzone pąki usychają i opadają. Larwy słodyszka żywią się wyłącznie pyłkiem i nektarem, nie czyniąc większych szkód. Nalot na plantację rzepaku zależy od pogody i może mieć miejsce nawet do połowy maja. Próg ekonomicznej szkodliwości wynosi dla rzepaku:
- w fazie zwartego kwiatostanu: 1 owad na 1 roślinie
- w fazie luźnego kwiatostanu: 3–5 owadów na 1 roślinie

Masowe występowania prowadzi do strat do 75% plonu. Do zwalczania słodyszka rzepakowca stosuje się preparaty fosfoorganiczne (przed kwitnieniem).